# شهرداری سوداک
شهرداری سوداک (به لاتین: Sudak Municipality) یک شهرداری در اوکراین است که در جمهوری خودمختار کریمه واقع شده‌است. شهرداری سوداک ۵۳۹ کیلومتر مربع مساحت و ۳۲٬۲۷۸ نفر جمعیت دارد.

## اصلاحات اداری اوکراین
در ژوئیه 2020 اوکراین اصلاحات اداری را در سراسر قلمرو قانونی خود انجام داد. این شامل کریمه بود که در آن زمان توسط روسیه اشغال شده بود و تا اکتبر 2023 همچنان ادامه دارد. کریمه از 14 منطقه و 11 شهرداری به 10 منطقه سازماندهی شد و شهرداری ها به طور کلی لغو شدند.
شهرداری سوداک منسوخ شد و قلمروهای آن بخشی از فئودوسیا رایون شد، اما به دلیل تداوم اشغال روسیه هنوز این امر اجرا نشده است.